# Orden des Sterns von Äthiopien
Der Orden des Sterns von Äthiopien ist ein Orden, den Menelik II. um 1884 in seiner Eigenschaft als Negus (Landesfürst) von Shewa (bevor er 1889 Kaiser von Äthiopien wurde) stiftete. 

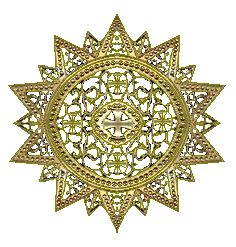
Orden

Nach George Montandon wurde er ursprünglich in fünf Stufen vergeben. 
- Großkreuz
- Großoffizier
- Kommandeur
- Offizier
- Ritter